# Fritz Brustat-Naval
Fritz Brustat-Naval (* 25. November 1907 in Eydtkuhnen, Ostpreußen als Friedrich Brustat; † 13. Juni 1989 in Kiel) war ein deutscher Kapitän, Journalist, Filmemacher und Autor. Er schrieb auch unter den Pseudonymen Frederik Naval und Jack Tar.

## Leben
Fritz Brustat-Naval schrieb Bücher über Zeitgeschichte, Reisen und Schifffahrt, sowie zahlreiche Drehbücher zu maritimen Dokumentarfilmen und Hörspiele. Er ist noch als Matrose auf Rahseglern „vor dem Mast“ um Kap Hoorn gefahren und lernte als Kapitän auf großer Fahrt alle Weltmeere kennen.
Während des Zweiten Weltkrieges war er Kapitän auf Nachschubschiffen und Lehrer an der Navigationsschule in Gotenhafen. In der Bundesmarine war er Kapitänleutnant der Reserve.
An der Christian-Albrechts-Universität zu Kiel studierte er Politologie, bereiste das China Mao Tse-tungs und war bei der Windjammerparade zu den Olympischen Sommerspielen 1972 in Kiel Kommentator des Bundespräsidenten Gustav Heinemann.
Fritz Brustat-Naval gehörte dem Freundschaftsbund der letzten Kap-Hoorn-Fahrer, der Association Amicale Internationale des Capitaines au Long-Cours Cap Horniers an und lebte in Kiel.

## Auszeichnungen
- Medaille Hommage des Capitaines Cap Hornier St. Malo für das literarische Werk

## Werke
- 1950: Lichter über dem Meer – Feuerschiffe, Leuchttürme und ihre Männer
- 1953: Fischer vor Island. Harte Männer im Nordatlantik
- 1953: Mensch und Meer – 25 Jahre Hafenkonzert mit Kurt Esmarch
- 1963: Otje und die schöne Magelone
- 1964: „Greif“ – Geschichte einer Weltumsegelung
- 1966: Zwischen Mast und Reling. Ein nautisches Skizzenbuch
- 1967: Leb wohl, Vineta. Roman einer seefahrenden Jugend
- 1970: Jonny Brooks unter falscher Flagge
- 1971: Jonny Brooks auf gefährlichem Kurs
- 1971: Jonny Brooks und die verschwundenen Millionen
- 1973: Fünfmal 100000 Tonnen
- 1973: Windjammer auf großer Fahrt
- 1973: Zwischen Ostsee und Ostasien
- 1975: Die Kap-Horn-Saga
- 1976: China – Unterwegs im Reich der Mitte
- 1976: Das große Buch der Windjammer (Mitverfasser)
- 1978: Die Anson-Story
- 1980: Im Wind der Ozeane. Bericht.
- 1980: Flucht und Vertreibung (Mitverfasser)
- 1982: Ali Cremer: U 333. Bericht.
- 1982: Um Kopf und Kragen. Bericht.
- 1983: Nasses Eichenlaub mit Teddy Suhren